# 完全作战能力
在军事采购中，完全作战能力（英語：或），缩写：是指接收武器的机构在达成初始作战能力之后，继续完成一系列研发、训练之后达到的一种状态。以美国国防部军事采购为例，达成完全作战能力背定义为“一个部队接收了其全部计划采购的装备，同时有能力进行部署和维护。一种装备的作战能力发展文档（Capability Development Document (CDD)）和作战能力生产文档（Capability Production Document (CPD)）则具体列出了和这种装备完全作战能力的具体要求“。达成完全作战能力标志着军售合同所包括的训练、维护设施交付完成，这个合同相关的生产至此终结。不过这并不意味后续没有与装备、服务相关的后续合同。